# Permithone belmontensis
Permithone belmontensis là một loài côn trùng trong họ Permithonidae thuộc bộ Neuroptera. Loài này được Tillyard miêu tả năm 1922.